# Guy Poussy
Guy Poussy, né le 4 janvier 1933 à Arcueil (Val-de-Marne) et mort le 21 février 2024, à Saint-Mandé, est un métallurgiste et homme politique français. Membre du Comité central du Parti communiste français (PCF) de 1970 à 1994 , connaît une certaine notoriété nationale lors du 22e congrès du PCF, avec sa tribune sur « le nécessaire combat contre l'immoralité ». 
Il est secrétaire de la fédération (PCF) du Val-de-Marne de 1970 à 1982 ; conseiller général de Champigny ouest  (Val-de-Marne) de 1976 à 1994 ; conseiller général honoraire du Val-de-Marne, et conseiller régional d’Île-de-France de 1986 à 1992.

## Biographie

### Ses débuts
Guy Poussy est issu d’une famille modeste. Sa mère, Lucie Luzi, est née en Corse. En 1927, elle quitte l’île pour le continent avec son fils, André. Elle rencontre Émile Poussy, ajusteur en région parisienne. Le couple aura deux enfants, Jeannine et Guy. Lucie décède en 1941, à l’âge de 37 ans. Son mari se retrouve seul avec trois enfants à élever. Il décèdera à l’âge de 50 ans, alors qu’il vient de terminer sa journée de travail à l’usine Voisin.

### Enfance et études
La famille Poussy demeure dans un pavillon aux cités Jardins d’Arcueil. Guy accomplit sa scolarité au groupe scolaire de garçons Jean-Macé. Il fait partie de cette génération pour qui les souvenirs d’enfance se confondent avec la guerre, les alertes aériennes et les descentes aux abris construits dans ce qui deviendra le stade municipal Hardenberg. Les jeudis, avec sa sœur, il fréquente le patronage, ainsi que les colonies de vacances organisées par la paroisse catholique d’Arcueil, les activités municipales ayant été supprimées par le régime de Vichy et l’occupant allemand. Après deux années scolaires au lycée Turgot à Paris, en octobre 1947, il rentre à l’école d’apprentissage à Issy-les-Moulineaux. Dans l’entreprise d’aéronautique Voisin, où travaille son père.

### Engagement syndical et politique
À l’automne 1947, l'usine aéronautique Voisin est secouée par de grandes grèves, Georges Marchais, futur secrétaire général du PCF, y est l’un des responsables du syndicat CGT. Guy Poussy et les autres apprentis, agissent pour garder l’école d’apprentissage menacée de fermeture. En 1950, il se syndique à la CGT et, dans le même élan, s’engage politiquement en adhérant au PCF.

### Sous les drapeaux
En 1953, il fait son service militaire à l’école d’application des transmissions à Montargis. En raison de la guerre d'Algérie, il est rappelé, dans la même caserne, en août 1955. Libéré avant les élections législatives du 2 janvier 1956, il est à l’initiative d’un appel de quinze rappelés de la 53/2 publié dans L’Humanité : « Nous voterons communiste »

### Vie professionnelle et militante
Après l’armée, Guy Poussy travaille comme tourneur chez Huré, entreprise de machines-outils située à Bagneux. Il y sera secrétaire du Comité d’entreprise. Le 7 novembre 1956, avec d’autres salariés de son usine, il est parmi les contre-manifestants qui s’opposent aux bandes factieuses qui, prenant prétexte des événements de Hongrie, incendient le siège du PCF et attaquent celui de L'Humanité. Isolé pendant cette véritable émeute par un groupe factieux qui prétend « le pendre devant L’Humanité comme à Budapest », il échappe à son sort grâce à l’intervention de ses camarades de travail. En février 1958, Guy Poussy est licencié arbitrairement de chez Huré. Il porte plainte devant les Prud’hommes et gagne son procès. 
Il va travailler au secrétariat du maire de Bagneux, Albert Petit, ancien député du Chemin de l’Honneur. En 1959, il est élu secrétaire de la section de Bagneux, et au bureau de la fédération Seine sud du PCF. Il y devient permanent. En 1961, il accède au secrétariat fédéral comme responsable à la propagande, puis à l’organisation. En 1970, il est élu au Comité central (jusqu'à 1992), puis premier secrétaire de la Fédération du Val-de-Marne, responsabilité qu’il assure jusqu’en 1982. Il ira ensuite travailler Place du Colonel-Fabien au secteur entreprises immigration. Il ne manquera pas de participer aux débats entre communistes, ainsi en 1976 lors du 22e congrès, il affirme dans une tribune de discussions « Oui, nous sommes contre l’immoralité ».

### Ses mandats et son activité d’élu
En 1976, Guy Poussy est élu conseiller général du canton ouest de Champigny-sur-Marne. Il accomplira trois mandats. En 1986, il est élu conseiller régional d’Île-de-France pour un mandat. Il a été à quatre reprises candidat aux élections législatives contre le député Roland Nungesser. De 1973 à 1982, il est directeur du journal Le Réveil du Val-de-Marne. Il présidera aussi l’« Association pour l’aménagement des bords de Marne » dans le but de revitaliser les bords de Marne à Champigny, Bry, Nogent, Le Perreux. 
Homme de terrain, avec des militants communistes, Guy Poussy s’oppose à l’installation de postes de péage urbain sur l’autoroute A4 le 15 août 1975. Le 20 octobre 1976, l’autoroute de l’Est est mise en service, couverte dans la traversée de Champigny-sur-Marne, et inaugurée sans péage urbain par Georges Marchais et les élus communistes du Val-de-Marne et de  Seine-Saint-Denis, le péage étant installé après la ville nouvelle de Marne-la-Vallée.

### Passeur de flambeau
En 1994, Guy Poussy passe le relais de Conseiller général à Christian Favier, actuel président de l’assemblée départementale. En 1993, à la veille du 28e congrès du PCF, il demande à ne plus être membre du Comité central. Dans une lettre à Georges Marchais, il écrit : « À 60 ans, après avoir siégé 23 ans au Comité central, l’heure est venue de faire la place à des camarades, femmes et hommes, plus jeunes, venant des entreprises et des régions, pour aller résolument dans le sens d’une régénération ».

### Rupture avec le PCF
Le 4 avril 2002, après 50 années de militantisme, Guy Poussy informe Marie-George Buffet qu’il n’appartient plus au PCF : « Il m’a quitté, il n’a plus de communiste que le nom, en fait d’avoir modernisé le parti, la mutation l’a ringardisé et désarmé. La légitimité du parti ne repose plus sur ses capacités à intervenir et impulser l’action pour le progrès et le socialisme, pour la lutte des idées, sa légitimité tient à sa place dans les institutions, à l’exercice du pouvoir sous la coupe du PS, aux élus qui restent les yeux rivés sur le deuxième tour des élections ». Loin de se retirer sur l’Aventin, avec des camarades : Guy-Virgile Martin, Guy Gibout, Guy Perlican et Gilberto Boni, en rupture du PCF, ils créent l’association « Pour la reconstruction du PCF » (RPCF) et le journal Combat communiste qui paraîtra jusqu’en juin 2009.
Guy Poussy préside l’association « Codéveloppement avec le Tiers monde » dont le but est de favoriser sous forme de partenariat, toutes les formes de coopération et d’entente entre les peuples en particulier en Afrique, au Cameroun.

### Durant l’année 2011
Fidèle à son idéal et à lui-même, Guy Poussy reste en prise avec l’actualité politique. En janvier, il publie un article intitulé « Abolition de l’élection du président de la République au suffrage universel. » Il écrivait notamment : « Les choses étant ce qu’elles sont, en 2012, le bulletin blanc sera le vote efficace, la seule riposte possible. Il est un vote exprimé. Il réfute à la fois les institutions et les candidats. Il a une claire signification qui fait défaut aux bulletins nuls, et encore plus à l’abstention ». Avec l’association « Esprit de résistance », Guy Poussy s’oppose à la campagne publique visant à réhabiliter Louis Renault. Il dénonce la complaisance et le soutien, que reçoivent les héritiers de la part du service public de France Télévisions. Les héritiers osent attaquer l’ordonnance de nationalisation du 16 janvier 1945, signée du général de Gaulle, et demandent d’importantes réparations financières à l’État. Ils disposent de moyens considérables pour parvenir à leurs fins. Dans un article publié en octobre 2011, Guy Poussy écrit « Les tribunaux vont-ils couvrir cette vaste entreprise négationniste ? Faut-il aussi passer sous silence la collusion de la direction Renault avec la police de Vichy ? Il existe des rapports de police des années 1940-1944 confirmant que la direction Renault et ses services ont livré à la police de Vichy, et à la gestapo de nombreux travailleurs de Billancourt. Certains furent fusillés au Mont Valérien, d’autres déportés, certains sont morts dans les camps nazis. Ces crimes de trahison doivent être connus du grand public ». Après la cérémonie du 23 octobre 2011 célébrant le 70e anniversaire des martyrs de Châteaubriant, Guy Poussy fait part de son étonnement, en constatant « qu’en ce lieu symbolique de la Résistance, à aucun moment, n’a été dénoncé la campagne publique de réhabilitation de Louis Renault ». À Châteaubriant, il n’était pas déplacé de rendre un hommage aux ouvriers résistants de Billancourt, ces oubliés de l’histoire ».
Guy Poussy meurt le 21 février 2024 à l’âge de 91 ans.

## Mandats et titres
- 1976 - 1994 : conseiller général du Val-de-Marne (canton de Champigny-sur-Marne-Ouest)
- 1986 - 1992 : conseiller régional d'Île-de-France

## Sources
- « Site de la revue Combat communiste »(Archive.org • Wikiwix • Archive.is • Google • Que faire ?)
- Ressource relative à la vie publique :   - Maitron